# Lipovo Polje
Lipovo Polje is een plaats in de gemeente Perušić in de Kroatische provincie Lika-Senj. De plaats telt 185 inwoners (2001).